# Lekit
Lekit (grčki: Λήκυθος) oblik je starogrčke keramičkih posuda, koji spada u skupinu slikanih vaza manjih dimenzija. Lekiti su služili za čuvanje tekućih mirisa i drugih tekućina, koje su imale nadgrobnu namjenu. Lekitima slični su aribali.
Lekiti s crnim figurama tijekom 6. stoljeća pr. Kr. nisu imali pogrebni karakter, već su služili kao posude za čuvanje ulja i mirisa. Sredinom 5. stoljeća pr. Kr. javljaju se bijeli lekiti, kod kojih je bijelo obojena površina ukrašena tankim crnim ili mrkim linijama.

## Bijeli lekiti
Bijeli lekiti namijenjeni su kultu pokojnika i predstavljaju atički običaj. Ako su nađeni u grobovima van Atike, ukazuju na koloniste ili iseljenike. 
Prevlaka kod ovih posuda bijele je boje i pokriva trbuh vaze. Vrat, drška i stopa prevučeni su crnim firnisom.
Na najstarijim posudama ornament je skroman; najčešće je predstavljena jedna figura u sceni iz svakodnevnog života. S vremenom se pojavljuju scene vezane za pokojnika. Prikazuje se Hermes koji odvodi duše, Haron koji čamcem prevozi pokojnike.
Na lekitima iz mlađeg razdoblja figure imaju izražene emocije.
Smatra se da je vrhunac u izradi dostignut u trećoj četvrtini 5. stoljeća pr. Kr. Najljepši primjerci vezuju se za Ahilovog slikara.

## Vanjske poveznice
- Lekythos  Arhivirana inačica izvorne stranice od 5. svibnja 2020. (Wayback Machine), Classical Art Research Centre, University of Oxford
- Lekythos, Encyclopædia Britannica